# World Drone Prix
Der World Drone Prix ist ein Drohnenrennen, das im März 2016 erstmals stattfand. Das bis dato größte Rennen dieser Art wurde von einem 15-jährigen Briten gewonnen. Teilgenommen haben über 150 Teams aus diversen Ländern. Insgesamt wurden Preise im Wert von über 500.000 US-Dollar ausgeschüttet.